# Groenhovenbrug
De Groenhovenbrug is een vaste brug uit 1985 in de Nederlandse stad Leiden. De brug verbindt de Groenhovenstraat met de Rijn- en Schiekade en overbrugt de Trekvliet. De brug is vernoemd naar de voormalige buitenplaats Groenhoven.

## Typering
De Groenhovenbrug is een vaste plaatbrug gefundeerd op betonnen palen. De weg is zes meter breed met aan beide zijden een trottoir van anderhalve meter breed.

## Geschiedenis
De gemeente Leiden ontwikkelde in 1958 een plan, dat in 1961 door de gemeenteraad werd goedgekeurd, om het toenemende autoverkeer buiten het centrum te accommoderen. Onderdeel was het dichten van de Trekvliet ten gunste van een nieuwe autoroute. Het dichten werd gerealiseerd, maar de aanleg van de nieuwe weg stokte door bureaucratie en geldgebrek. De gedempte Trekvliet werd vervolgens in gebruik genomen als informeel parkeerterrein. Na jaren van discussie werd besloten om de Trekvliet weer open te graven. Dit werd in twee etappes uitgevoerd. Eerst in 1982 het zuidelijk deel en tussen 1984-1986 het noordelijk deel. Halverwege kwam de Groenhovenbrug. De brug werd gebouwd door aannemersbedrijf Pl. Roos B.V.
In de binnenstad:

Aeldisbrug ·
Alkemadebrug ·
Asschuurbrug ·
Blauwpoortsbrug ·
Blekersbrug ·
Bostelbrug ·
Catharinabrug ·
Derde Waardbrug ·
Doelenbrug ·
Doelengrachtsbrug ·
Doelenpoortsbrug ·
Dullebrug ·
Franciskanerbrug ·
Gansoordbrug ·
Gepekte Brug ·
Groenebrug ·
Groenhazenbrug ·
Grofsmederijbrug ·
Grote Havenbrug ·
Hapynionbrug ·
Helarbrug ·
Herenbrug ·
Herenpoortsbrug ·
Hogewoerdsbrug ·
Hoogeveensbrug ·
Huigbrug ·
Hulpwerfbrug ·
Jan van Houtbrug ·
Jan Vossenbrug ·
Karnemelksbrug ·
Katoenbrug ·
Kazernebrug ·
Kerkbrug ·
Kerkpleinbrug ·
Kippenbrug ·
Kleine Havenbrug ·
Kleine Paterbrug ·
Koepoortsbrug ·
Koornbrug ·
Koningsbrug ·
Kraaierbrug ·
Laatste Brug ·
Lijsbethbrug ·
Looiersbrug ·
Lourisbrug ·
Loviumbrug ·
Marebrug ·
Marepoortsbrug ·
Mecklenburgerbrug ·
Minnebroersbrug ·
Molensteegbrug ·
Morspoortbrug ·
Nassaubrug ·
Neksluisbrug ·
Nieuwsteegbrug ·
Nonnenbrug ·
Noordeindsbrug ·
Noord-Kijfbrug ·
Oranjebrug ·
Paterbrug ·
Pauwbrug ·
Poppebrug ·
Rembrandtbrug ·
Reuvensbrug ·
Rijnbrug ·
Rijnsburgerbrug ·
Scheluwbrug ·
Singelbrug ·
Sint Jansbrug ·
Sint Jeroensbrug ·
Sint Sebastiaansbrug ·
Stadsmolensluis ·
Tapijtkloppersbrug ·
Trekvaartbrug ·
Turfmarktsbrug ·
Tweede Waardbrug ·
Utrechtse Brug ·
Valkbrug ·
Van Disselbrug ·
Verversbrug ·
Vierde Waardbrug ·
Visbrug ·
Vlietbrug ·
Vreewijkbrug ·
Warmonderbrug ·
Weverbrug · 
Wijnbrug ·
Wisenniabrug ·
Wittepoortsbrug ·
Zijlpoortsbrug ·
Zuid-Kijfbrug ·
Zuidsingelbrug
Overige bruggen:

Groenhovenbrug ·
Haagbrug ·
Haagsche Schouwbrug ·
Hoflandbrug ·
Hooghkamerbrug ·
Jaagbrug ·
Jan van Goyenbrug ·
Julius Caesarbrug ·
Kanaalbrug · 
Lammebrug ·
Oud-Hortuszichtbrug ·
Trekvlietbrug ·
Schrijversbrug ·
Spanjaardsbrug ·
Spoorbrug RSK ·
Spoorbrug De Vink ·
Staatsspoorbrug ·
Stevensbrug ·
Stevenshofbrug ·
Sumatrabrug ·
Waddingerbrug ·
Wilhelminabrug ·
Wouterenbrug ·
Zijlbrug